# Elección presidencial de El Salvador de 1977
La elección presidencial de El Salvador de 1977 fue el día domingo 20 de febrero de 1977. El resultado fue una victoria a Carlos Humberto Romero del Partido de Conciliación Nacional, quién recibió el 67,3% de los votos. Sin embargo, la elección se caracterizó por el gran fraude electoral, para la Unión Opositora Nacional (UNO, una alianza del Partido Demócrata Cristiano, Movimiento Nacional Revolucionario y la Unión Democrática Nacionalista) Miembros de los cuerpos de seguridad al cual, llegaban a los centros de votación y sacaban votos, agregando los votos al candidato del oficialista Partido de Conciliacion Nacional (PCN). Según algunos testigos en algunos departamentos donde hubo un conteo honesto, el candidato de la UNO, Ernesto Claramount Rozeville ganó con alrededor del 75% de los votos.

## Candidatos
A diferencia de las elecciones de 1972 en donde se convocaron a más candidatos en esta elección solo se convocaron a dos candidatos; siendo estos, el oficialista y actual ministro de Defensa: Carlos Humberto Romero. durante la gestión del presidente Molina, Romero contribuyó a la seguridad y bienestar del país, además de ser partícipe en la masacre del 30 de Julio en donde la Fuerza Armada reprimió una manifestación de estudiantes. Romero era según medios locales uno de sus mejores ministros; durante el gobierno de Molina, lo cual le dio un impulso hacia su candidatura presidencial, por la oposición que era representada por la UNO decidieron volver a hacer la misma alianza de 1972 así como lo hicieron con Duarte solo que a diferencia de un civil propondrían a un coronel retirado. Siendo propuesto a Ernesto Claramount Rozeville. Claramount era desconocido en la política salvadoreña no poseía experiencia en dicha rama ni tampoco tuvo popularidad a diferencia de José Napoleón Duarte que fue alcalde de San Salvador. Sin embargo su padre Antonio Claramount Lucero fue candidato en las elecciones de 1931 y de 1945 pero no consiguió la victoria en 1931 por el triunfo de Arturo Araujo y en 1945 por la imposicion de Salvador Castaneda Castro. El régimen militar no permitiría que un civil llegase al poder, según la estrategia de la UNO era elegir a un militar para quedar parejos con el régimen pero esto terminaría fracasando posiblemente por ser de corte progresista, la estrategia de campaña del PCN era de tendencia anticomunista y represiva, además estas serían las últimas elecciones en donde candidatos militares se presentarían con la excepción de Roberto D'abuisson quien sería un candidato civil pero perteneciente a la institución castrense y a la vez donde el PCN perdería el poder.

## Denuncias de fraude flectoral
Delegados de la UNO denunciaron que en las mesas electorales los cuerpos de seguridad y algunos miembros del oficialista PCN estaban rellenando las urnas con "tamales" según su significado eran votos falsificados que iban hacia las urnas o mesas electorales, las cuales eran conocidas como "gasolineras" los votos del PCN eran nombrados "café" y los votos de la UNO "azúcar" según esas claves los cuerpos de seguridad hicieron el fraude electoral, la UNO rechazó el triunfo de Carlos Humberto Romero lo cual convocaron protestas para exigir recuento de votos y la posterior renuncia de Romero.

## Protestas
Después de dar los resultados oficiales de las elecciones, el 28 de febrero de 1977, un aproximado de 10 000 delegados de la Unión Nacional Opositora realizaron protestas por el presunto fraude electoral en la Plaza Libertad, pero esta término siendo reprimida por el presidente saliente Arturo Armando Molina junto al presidente electo Carlos Humberto Romero que todavía fungía como Ministro de Defensa. Se calcula que las víctimas fueron entre 21 o 25 personas, sin embargo miembros de la UNO alegaron que las víctimas fueron más, la Guardia Nacional acorraló a los manifestantes para tratar de aniquilarlos, la protesta fue dispersada con un tiroteo masivo lo cual provocaría que se provocara un Zafarrancho y huyeran del lugar pero con dificultad, algunos manifestantes fueron abatidos a tiros, otros pudieron escapar, y unos simplemente se escabulleron en lugares cercanos a la plaza. Los lugares afectados fueron la afueras de la Plaza Libertad y el interior de la Iglesia del Rosario donde manifestantes se refugiaron dentro de la iglesia para no ser víctimas de la represión; aunque se especula que los Cuerpos de Seguridad entraron al interior de la iglesia asesinando algunos manifestantes, las puertas de la iglesia quedaron con abolladuras de bala, se especula que se usaron fusiles Heckler & Koch G3 para dispersar la marcha ya que la Guardia Nacional usaba ese tipo de armamento, incluyendo algunos tanques de guerra, según testimonios de algunos exmiembros de la UNO la persecución llegó hasta el distrito de Ciudad Delgado donde algunos miembros de la UDN se escabulleron bajo un puente peatonal, también en los alrededores del centro histórico hubo actos represivos; además de atestiguar que no iban preparados para un ataque de ese tipo, pero si con un solo objetivo de tomarse pacíficamente el Castillo de la Policía Nacional pero sin éxito alguno. El Gobierno para contrarrestar los actos represivos sintonizó música folclórica en todas las estaciones de radio del país y la Plaza Libertad fue limpiada a través del Cuerpo de Bomberos en su totalidad de las manchas de sangre que dejó la represión, ante esta protesta reprimida se crearían las ''Ligas Populares 28 de Febrero (LP-28'') como coordinadora de masas para la creación del FMLN como guerrilla Claramount terminó exiliándose hacia Costa Rica en un avión de la Fuerza Aérea Salvadoreña.

## Posterior Golpe de Estado
En 1979, tras dos años de gobierno un grupo de jóvenes militares derrocarían a Carlos Humberto Romero debido a la crisis política y social que enfrentaba al país también se cree que por la corrupción, escándalos dados en su gobierno, altos precios en el café y a las constantes manifestaciones, la aparición de bandas paramilitares, el asesinato de sacerdotes, y actos vandálicos producidos por los grupos guerrilleros que ya estaban a punto de iniciar la Guerra Civil, como la toma de las principales arterias de la capital, asesinato de sacerdotes y sindicalistas, autobuses calcinados y secuestros de muchos alcaldes y empresarios. Tras su incapacidad de tomar el orden en la capital en octubre de 1979 daría fin al último gobierno de conciliación acabando con 19 años de gobiernos representados por el PCN y el fin la dictadura militar impuesta desde 1931, con Maximiliano Hernández Martínez tras esto sería impuesta una Junta Revolucionaria de Gobierno y el retorno de los civiles al poder, la guerrilla siguió con su lucha armada hasta 1992 tras firmarse los acuerdos de paz.